# Alconchel
Alconchel je španělská obec v provincii Badajoz (autonomní společenství Extremadura), asi 20 km od portugalských hranic.

## Poloha
Obec se nachází na severozápadě provincie, na cestě mezi městy Olivenza a Jerez de los Caballeros, 45 km od města Badajoz v okrese Llanos de Olivenza a soudním okrese Olivenza. Je zde barokní katolický kostel.

## Historie
V roce 1834 se obec stává součástí soudního okresu Olivenza. V roce 1842 čítala obec 617 usedlostí a 2020 obyvatel.

## Demografie
| Populace obce Alconchel z let (1842–2010) | Populace obce Alconchel z let (1842–2010) | Populace obce Alconchel z let (1842–2010) | Populace obce Alconchel z let (1842–2010) | Populace obce Alconchel z let (1842–2010) | Populace obce Alconchel z let (1842–2010) | Populace obce Alconchel z let (1842–2010) | Populace obce Alconchel z let (1842–2010) | Populace obce Alconchel z let (1842–2010) | Populace obce Alconchel z let (1842–2010) | Populace obce Alconchel z let (1842–2010) | Populace obce Alconchel z let (1842–2010) | Populace obce Alconchel z let (1842–2010) | Populace obce Alconchel z let (1842–2010) | Populace obce Alconchel z let (1842–2010) | Populace obce Alconchel z let (1842–2010) | Populace obce Alconchel z let (1842–2010) | Populace obce Alconchel z let (1842–2010) |
| ----------------------------------------- | ----------------------------------------- | ----------------------------------------- | ----------------------------------------- | ----------------------------------------- | ----------------------------------------- | ----------------------------------------- | ----------------------------------------- | ----------------------------------------- | ----------------------------------------- | ----------------------------------------- | ----------------------------------------- | ----------------------------------------- | ----------------------------------------- | ----------------------------------------- | ----------------------------------------- | ----------------------------------------- | ----------------------------------------- |
| 1842                                      | 1857                                      | 1860                                      | 1877                                      | 1887                                      | 1897                                      | 1900                                      | 1910                                      | 1920                                      | 1930                                      | 1940                                      | 1950                                      | 1960                                      | 1970                                      | 1981                                      | 1991                                      | 2001                                      | 2010                                      |
| 2 020                                     | 2 651                                     | 2 726                                     | 2 625                                     | 3 146                                     | 3 256                                     | 3 469                                     | 4 001                                     | 4 204                                     | 4 772                                     | 4 688                                     | 4 724                                     | 4 570                                     | 3 225                                     | 2 753                                     | 2 336                                     | 1 981                                     | 1 932                                     |

## Hospodářství
Hlavní hospodářskou aktivitou obce je chov dobytka.

## Odkazy

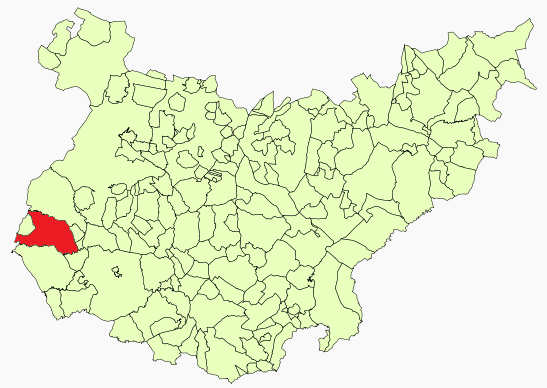
Poloha obce v provincii Badajoz